# العلاقات المارشالية المالية
العلاقات المارشالية المالية هي العلاقات الثنائية التي تجمع بين جزر مارشال ومالي.

## مقارنة بين البلدين
هذه مقارنة عامة ومرجعية للدولتين:
| وجه المقارنة                                              | جزر مارشال                     | مالي            |
| --------------------------------------------------------- | ------------------------------ | --------------- |
| المساحة (كم2)                                             | 181                            | 1.24 مليون      |
| عدد السكان (نسمة)                                         | 53.13 ألف                      | 18.54 مليون     |
| الكثافة السكانية (ن./كم²)                                 | 29.35 ألف                      | 14.95           |
| العاصمة                                                   | ماجورو                         | باماكو          |
| اللغة الرسمية                                             | لغة إنجليزية، اللغة المارشالية | لغة فرنسية      |
| العملة                                                    | دولار أمريكي                   | فرنك غرب أفريقي |
| الناتج المحلي الإجمالي (بليون دولار)                      | 199.40 مليون                   | 15.29 مليار     |
| الناتج المحلي الإجمالي (تعادل القوة الشرائية) بليون دولار | 207.25 مليون                   | 35.69 مليار     |
| الناتج المحلي الإجمالي الاسمي للفرد دولار أمريكي          | 3.38 ألف                       | 724             |
| الناتج المحلي الإجمالي للفرد دولار أمريكي                 | 3.80 ألف                       | 1.60 ألف        |
| مؤشر التنمية البشرية                                      |                                | 0.419           |
| رمز المكالمات الدولي                                      | +692                           | +223            |
| رمز الإنترنت                                              | .mh                            | .ml             |
| المنطقة الزمنية                                           | ت ع م+12:00                    | 00              |

## منظمات دولية مشتركة
يشترك البلدان في عضوية مجموعة من المنظمات الدولية، منها:
| علم المنظمة | اسم المنظمة                                 | تاريخ انضمام جزر مارشال | تاريخ انضمام مالي |
| ----------- | ------------------------------------------- | ----------------------- | ----------------- |
|             | مجموعة دول أفريقيا والكاريبي والمحيط الهادئ | ?                       | ?                 |
|             | مؤسسة التنمية الدولية                       | 19 يناير 1993           | 27 سبتمبر 1963    |
|             | الأمم المتحدة                               | 17 سبتمبر 1991          | 28 سبتمبر 1960    |
|             | منظمة الشرطة الجنائية الدولية               | ?                       | ?                 |
|             | الاتحاد الدولي للاتصالات                    | 22 فبراير 1996          | 21 أكتوبر 1960    |
|             | البنك الدولي للإنشاء والتعمير               | 21 مايو 1992            | 27 سبتمبر 1963    |
|             | منظمة حظر الأسلحة الكيميائية                | ?                       | ?                 |
|             | مؤسسة التمويل الدولية                       | 23 سبتمبر 1992          | 9 مايو 1978       |
|             | يونسكو                                      | 30 يونيو 1995           | 7 نوفمبر 1960     |